# Oracle Corporation
 (транскр.  Оракл корпорејшон) америчка је међународна корпорација за рачунарску технологију са седиштем у Остину. Предузеће је раније имао седиште у Редвуд Ситију, до децембра 2020. године, када је преселила своје седиште у Тексас. Предузеће продаје софтвер и технологију базе података, системе пројектоване у облаку и пословне софтверске производе—посебно своје брендове система за управљање базама података.
Oracle је 2020. године било друго највеће софтверско предузеће у свету по приходу и тржишној капитализацији. Предузеће такође развија и гради алате за развој базе података и системе софтвера средњег нивоа, софтвер за планирање ресурса предузећа (ERP), софтвер за менаџмент људских ресурса (HCM), софтвер за управљање односима са клијентима (CRM), софтвер за управљање перформансама предузећа (EPM) и софтвер за управљање ланцем снабдевања (SCM).

## Канцеларије
Од децембра 2020. године, светско седиште налази се у Остину у Тексасу. Oracle планира да изгради свој највећи канцеларијски центар, са 8500 радних места, у Нешвилу у наредних неколико деценија.
Oracle има велики канцеларијски комплекс који се налази на полуострву Сан Франциско у Редвуд Ситију. Овај комплекс је био дом светског седишта од 1989. до 2020. Налази се на некадашњем месту парка Marine World/Africa USA.

Препознатљиве зграде Oracle Parkway-а, назване Смарагдни град, служили су као сетови за футуристичко седиште измишљене компаније "NorthAm Robotics" у филму Робина Вилијамса Двестогодишњи човек из 1999. Кампус је такође представљао седиште Cyberdyne Systems-а у филму Терминатор: Генесис из 2015.
- 300 Oracle Parkway in Redwood Shores
- Oracle offices in Redwood Shores, with Oracle Plaza building in left foreground
- Oracle Conference Center in Redwood Shores
- Fountain in the Oracle lake, Redwood Shores
- Oracle has a major business campus at Thames Valley Park in Reading in England
- Oracle Aoyama Center Building, with Lexus International Gallery Aoyama
- Oracle in Markham, Ontario
- Oracle office in Melbourne, Australia

## Присуство у Србији
Подружница Oracle Corporation-а, Oracle Srbija & Crna Gora, такође је присутна. Oracle Srbija & Crna Gora нуди комплетан портфолио предузећа српским предузећима, директно или преко пословних партнера. Поред тога, предузеће својим српским корисницима пружа своју позадину са својим центром за обуку у Београду и услугама консалтинга и техничке подршке. Oracle Srbija & Crna Gora такође игра важну улогу у обуци ИТ стручњака, сарађујући са средњим школама и високошколским установама у оквиру програма , и пружајући им подршку у облику лиценци за софтвер, студијског материјала и стручности. Циљ образовних програма је задовољити професионалне потребе домаћих партнера и корисника припремом младих стручњака са савременим, тржишним знањем и познавањем Oracle технологија.